# 左传
《左传》，全称《春秋左氏传》，原名《左氏春秋》，汉朝时又名《春秋左氏》、《春秋內傳》、《左氏》等，是一部編年體史書，記錄古中國春秋時期中原各國的歷史，自公元前722年至前468年，共255年的春秋時代歷史，分三十五卷，是《十三經》中篇幅最長的一部。在四庫全書中歸屬為經部。
傳統認為其作者為春秋時期魯國的左丘明，年代與孔子相當，寫作目的是為《春秋》做注解。《左傳》与《公羊传》、《穀梁傳》合称“春秋三传”。

## 寫作年代
《左传》相传是春秋末期的鲁国史官左丘明所著。司马迁首先认为《左传》是左丘明所写，自劉向、裴駰、劉歆、桓譚、班固皆以《左傳》出於左丘明。唐朝的刘知几《史通·六家》亦稱：“左传家者，其先出于左丘明。”清朝的纪昀在《四库全书总目》中仍然认为是左丘明所著。
唐朝的赵匡首先怀疑《左传》不是左丘明所作。此后，有许多学者也持怀疑态度。很多人都认为写《左传》的左氏并非左丘明。叶梦得认为作者为战国时人；郑樵《六经奥论》认为是战国时的楚國人；朱熹认为是楚左史倚相之后；项安世认为是魏國人所作；程端学认为是伪书。明朝的郝敬認為是晉國人。刘逢禄《左氏春秋考证》认为是西漢末刘歆所作，並說《左氏春秋》是与《晏子春秋》等类似的史书。康有为亦认为是刘歆所作。錢穆在《刘向歆父子年表》中指出不可能是刘歆的作品。錢穆與章太炎認為《左传》的成書與衛國左氏人吴起有關，甚至就是吳起所著，今人童书业亦认为是吳起所作，郭沫若也主张《左传》成书于吴起。赵光贤认为是战国时鲁国人左氏所作。衛聚賢認為《左傳》作者是子夏。现在一般认为《左传》非一时一人所作，成书时间大约在前375年至前351年（战国中期），是由战国时的一些学者编撰而成，崔述主张“上距定、哀未远，亦不得以为战国后人也”。浙江大学收藏的《左传》公布后，并没有解决《左传》的成书年代，反而在浙江大学收藏的竹简真伪问题上引发了多方笔战。
宋人林栗说：“《左传》凡言君子曰是刘歆之辞。”劉師培則論證「君子曰」以下之文，並非劉歆增益，並指戰國諸子、史記作者皆讀過左傳。
日本學者平勢隆郎根據《左傳》中提及的木星記錄，對應到公元前353年至前271年的星象，認為左傳寫作日期應在這個期間，偽託為左丘明所作，其立場反對齊國，對《公羊傳》多所批評，作者可能來自鄭國，寫作年代應晚於《公羊傳》，早於《穀梁傳》。

## 春秋與左傳的關係
《左传》以《春秋》为本，並采用《周志》、《晉乘》、《鄭書》、《楚檮杌》等列国资料，通过记述春秋时期的具体史实来说明《春秋》的纲目。司馬遷《史记·十二诸侯年表》说：“鲁君子左丘明惧弟子人人异端，各安其意，失其真，故因孔子史记具论其语，成左氏春秋。”桓谭《新论》进一步认为：“《左氏》经之与传，犹衣之表裡，相持而成，经而无传，使圣人闭门思之十年不能知也。”杨伯峻在《左传》一文中归结《左传》传《春秋》的方式共有四种：即“说明《春秋》书法、用事实补充《春秋》、订正《春秋》的错误和增加无经的传文。”
另有一种观点认为《左传》是一部独立的史书，和《春秋》没有直接的联系，西汉的今文经博士即“谓《左氏》为不传《春秋》”，即唯有屬今文經之《公羊》、《穀梁》二傳有傳解春秋之功。然此處云“不傳春秋”者，亦有今古文之爭之政治目的。西晋人王接说：“接常谓《左氏》辞义赡富，自是一家书，不主为经发；《公羊》附经立传，经所不书，传不妄发，于文为俭，通经为长。”陈商说：“孔聖修經，褒貶善惡，類例分明，法家流也；左丘明為魯史，載述時政，惜忠賢之泯滅，恐善惡之失墜，以日繫月，修其職官，本非扶助聖言，緣飾經旨，蓋太史氏之流也。舉其《春秋》，則明白而有實；合之《左氏》，則叢雜而無徵。杜元凱曾不思夫子所以為經，當與《詩》、《書》、《周易》等列；丘明所以為史，當與司馬遷、班固等列，取二義乖剌不侔之語，參而貫之，故微旨有所未周，琬章有所未一。”唐劉知幾撰《史通》，亦將“左傳家”歸入史之六家之流。
清人刘逢禄、皮锡瑞均认为《左传》是一部独立的史书，皮锡瑞在《經學通論·春秋》充分肯定了王接之说，並且引用庄公二十六年《传》：“秋，虢人侵晋。冬，虢人又侵晋。”杜预《集解》云：“此年《经》、《传》各自言其事者，或《经》是直文，或策书虽存而简牍散落，不究其本末，故《传》不复申解，但言传事而已。”。《左传》有不少解经的内容，例如“君子曰”、“五十凡”等，但很明显是加工的痕迹，多数都没有与传文融为一体。《春秋》的一些经文没有相应的《左传》传文，即所謂“無傳之經”，例如《春秋·隐公二年》：“十有二月乙卯，夫人子氏薨。”杜预注：“无传。”亦有《左传》的传文没有相应的《春秋》经文的情況，即所謂“無經之傳”，例如《左传·襄公十五年》：“（冬）郑公孙夏如晋奔丧，子蟜送葬。”此条便无相应的《春秋》经文。亦有“《经》、《传》不尽同”“《经》後之《传》”者。

## 史学地位
晋人王接说：“《左氏》辞义赡富，自是一家书，不主为经发。”《左传》代表了先秦史学的最高成就，贺循将其评价为“左氏之传，史之极也，文采若云月，高深若山海”，是研究先秦历史和春秋时期历史的重要文献，对后世的史学产生了很大影响，特别是对确立编年体史书的地位起了很大作用。而且由于它具有强烈的儒家思想倾向，强调等级秩序与宗法伦理，重视长幼尊卑之别，同时也表现出“民本”思想，因此也是研究先秦儒家思想的重要史料。
《左传》主要记录了周王室的衰微，诸侯争霸的历史，对各类礼仪规范、典章制度、社会风俗、民族关系、道德观念、天文地理、历法时令、古代文献、神话传说、歌谣言语均有记述和评论。《左传》好讲预测，一些预测的事情都很靈驗，例如庄公二十二年记载，陈国大夫懿氏占卜嫁女给陈国公子陈完很吉利，“八世之后，莫之与京”，陈完的子孙在齊國果然日益强大，直至田氏代齊。《左传》又能断言鄭國先亡。晉范甯評《春秋》三傳的特色說：“《左氏》艷而富，其失也巫（指多敘鬼神之事）。《穀梁》清而婉，其失也短。《公羊》辯而裁，其失也俗。”韩愈说：“《春秋》谨严，《左氏》浮夸”。
《左传》在西汉时期已有流传，王莽本人即好《左传》，並立于学官，著名的學者有陈元、郑众、賈逵、马融、延笃、彭仲博等人。晉朝杜预自稱有“左傳癖”。司馬光自幼愛《左傳》，“自幼至老，嗜之不厭”，常“手不释书，至不知饥渴寒暑”，司馬光撰寫《資治通鑑》，亦是承接《左傳》“因丘明编年之体，仿荀悅簡要之文”。章炳麟说：“《通鉴》于可以发议论者，著以臣光之论断，此盖仿《左传》君子曰之例”。

## 文學風格
《左傳》長於敘事，富於情節和故事性和戲劇性，善於描寫細節，如寫晉公子重耳出亡及返國經過，選材佈局均屬恰當。《左傳》亦善於刻劃人物性格，如子產的善於辭令，敢作敢為；華元的庸懦無能，待人寬厚；子玉的驕橫；鄭莊公的凶殘偽善等，描敘生動逼真。
《左傳》特別善於描寫戰爭，如秦晉的韓原之戰、晉楚城濮之戰、秦晉殽之戰、晉楚邲之戰、齊晉鞍之戰、柏舉之戰等。梁啟超說：「其記事文對於極複雜之事項，一如五大戰役等，綱領提絜得極嚴謹而分明，情節敘述得委曲而簡潔，可謂極技術之事。」
《左傳》文辭精煉，能用委婉曲折的文筆，表達當日巧妙的詞令，如呂相絕秦，燭之武退秦師，臧孫諫君納鼎，臧僖伯諫君觀漁，季札觀樂、王孫滿論鼎。梁啟超說：「其記言文淵懿美茂生氣勃勃，後此亦殆未有其比。」
《左传》也是一部优秀的文學著作，历来研究者常把它和《史记》并称，尊为历史散文之祖，“文之有左、馬犹书之有羲、獻”，《荀子》一书对《左传》的引用頗多。《左传》尤长于记述战争，故有人稱之為“相砍書”（相斫書），又善于刻画人物，重视记录辞令。

## 
- 《春秋左氏传解诂》東漢贾逵注。已佚。此注有马国翰《玉函山房辑佚书》及严蔚《春秋内传古注辑存》及冯明贞《补辑》辑本。賈氏亦著有《春秋左氏长经章句》二十卷，《春秋释训》一卷等書，但均已佚失。
- 《春秋左氏传解谊》東漢服虔注。已佚。马国翰《玉函山房辑佚书》辑存四卷。目前較便獲得的辑本為重泽俊郎之《左傳賈服注攟逸》，兼辑贾逵服虔二家。
- 《春秋經傳集解》西晉杜預註。是魏晉以來《春秋左傳》影響力最大的注本。其最大貢獻是協助六朝后古文經學與左傳學在經學研究中獲取主導地位。杜預本人亦仰賴此注之力入文廟。雖然孔穎達的疏文是在《經傳集結》的基礎上完成的，但本書仍有單行本傳世。較好的參考版本如中華再造善本影印上海圖書館藏宋刻本。[48]
- 《春秋左傳註疏》（又稱《春秋左傳正義》）：即西晉杜預註《春秋經傳集解》；唐孔穎達疏《春秋正義》六十卷。是五經正義與十三經注疏之一。通行本如清阮元刻《十三經注疏》本。較好的參考版本，如中華再造善本影印的中国国家图书馆藏宋慶元六年紹興府刻宋元遞修本。[48]點校本有北京大學出版社《儒藏·精華編》（繁體竪排，但無專名綫）與《十三經注疏》叢書（簡體橫排）的兩個不同版本。
- 《春秋左傳注》：四冊，杨伯峻注。是目前較通行的注解本。

## 評價
- 東漢《公羊》學者李育以為《左氏》“雖有文采而不得聖人深意攻之，以为前世陈元、范升之徒更相非折，而多引图谶，不据理体，于是作《难左氏义》四十一事”。[49]
- 東漢《公羊》學者何休亦作《左氏膏肓》以難左氏諸失。后《左傳》學者鄭玄著《箴膏肓》反駁其觀點。[50][51]

- 贺循：“左氏之传，史之极也。文采若云月，高深若山海。”

- 范甯：“左氏艳而富，其失也巫。”

- 刘知幾：“寻左氏载诸大夫词令，行人应答，其文典而美，其语博而奥；述远古则委曲如存，徵近代则循环可覆。必料其功用厚薄，指意深浅。谅非经营草创，出自一时；琢磨润色，独成一手。斯盖当时国史，已有成文，丘明但编而次之，配经称传而行也。”[52]

- 刘知幾：“左氏之叙事也，述行师则簿领盈视，聒沸腾；论备火则区分在目，修饰峻整；言胜捷则收获都尽，记奔败则披靡横前，申盟誓则慷慨有余，称谲诈则欺诬可见，谈恩惠则煦如春日，纪严切则凛若秋霜，叙兴邦则滋味无量，陈亡国则凄凉可悯。或腴辞润简牍，或美句入咏歌。跌宕而不群，纵横而自得，若斯才者，殆将工侔造化，思涉鬼神，著述罕闻，古今卓绝。[53]

- 《太平御覽》六百十引桓譚《新論》曰：“左氏經之與傳，猶衣之表裡，相待而成，有經而無傳，使聖人閉門思之，十年不能之也。”

- 朱熹认为《左传》、《史记》只是二、三等著作。又说“左氏之病是以成败论是非而不本于义理之正”[54]。

- 《左绣》：“左氏叙事、述言、论断，色色精绝，固不待言，乃其妙尤在无字句处。凡声情意态，缓者缓之，急者急之，喜怒曲直莫不逼肖，笔有化工。若只向字句临摹，便都不见得。”[55]

- 刘熙载：“左氏叙事，纷者整之，孤者辅之，板者活之，直者婉之，俗者雅之，枯者腴之，剪裁运化之方，斯为大备。”[56]

- 梁启超：“《左传》文章优美，其记事文对于极复杂之事项──如五大战役等，纲领提挈得极严谨而分明，情节叙述得极委曲而简洁，可谓极技术之能事。其记言文渊懿美茂，而生气勃勃，后此亦殆未有其比。又其文虽时代甚古，然无佶屈聱牙之病，颇易诵习。故专以学文为目的，《左传》亦应在精读之列也。”[57]

## 体例
按照鲁国十二公的顺序，从鲁隐公元年到鲁哀公二十七年，总计255年，记录了当时各诸侯国的历史。全书约18万字。
1. 魯隱公：11年（前722年－前712年）
2. 魯桓公：18年（前711年－前694年）
3. 魯莊公：32年（前693年－前662年）
4. 魯閔公：2年（前661年－前660年）
5. 魯僖公：33年（前659年－前627年）
6. 魯文公：18年（前626年－前609年）
7. 魯宣公：18年（前608年－前591年）
8. 魯成公：18年（前590年－前573年）
9. 魯襄公：31年（前572年－前542年）
10. 魯昭公：32年（前541年－前510年）
11. 魯定公：15年（前509年－前495年）
12. 魯哀公：27年（前494年－前468年）
13. 书末附魯悼公年間智伯灭亡一事

## 參看
- 左丘明
- 四庫全書
- 國語
- 《春秋三傳》：《左傳》、《穀梁傳》、《公羊傳》
- 《十三經注疏》

## 研究参考书目
下列為歷代研究《左傳》的書目：
- 晋朝杜预《春秋经传集解》，现存最早的《左传》注解。
  - 《四部丛刊》30卷本（附《年表》1卷）
  - 《四部备要》称《春秋左氏传杜氏集解》30卷（附《年号归一图》和《年表》）
  - 上海人民出版社《四部丛刊》宋刻本影印本，名《春秋左传集解》1977年
  - 上海古籍出版社修订再版上海人民出版社《春秋左传集解》，名《春秋经传集解》，1989年ISBN 7-80569-058-8
- 唐朝孔颖达《春秋左传正义》，注疏本，60卷。ISBN 7-301-04724 北京大学出版社，2000
- 唐朝陆德明《经典释文》左传卷
- 宋朝王安石《春秋解》1卷，已佚。
- 清朝洪亮吉《春秋左传诂》ISBN 7-5325-1733-0 上海古籍出版社，1994
- 清朝王引之著《经义述闻》左传卷，ISBN 780643173X，江苏古籍出版社，2000
- 清朝刘文淇等《春秋左氏传旧注疏证》
- 清朝刘文淇《左传旧疏考证》8卷
- 童书业《春秋左传研究》上海人民出版社，1980年。
- 赵光贤《春秋与左传》
- 徐仁甫《左传疏证》，四川人民出版社，1981年
- 何乐士《左传虚词研究》，商务印书馆，1989年 ISBN 7-100-00057-2
- 沈玉成、刘宁《春秋左传学史稿》，江苏古籍出版社，1992年 ISBN 7-80519-380-0
- 孙绿怡《左传与中国古典小说》，北京大学出版社，1992年 ISBN 7-301-01739-1
- 伍妈喜《春秋左氏传古注辑考》，学海出版社，1982年
- 程南洲《春秋左传贾奎注与杜预注之比较研究》，台湾文津出版社，1982年
- 张端穗《左传思想探微》，学海出版社，1987年
- 曾勤良《左传引诗赋诗之诗教研究》，文津出版社，1993年 ISBN 957-668-079-4
- 傅隶朴《春秋三传比义》，中国友谊出版公司，1984年
- 顾颉刚《春秋三传及国语之综合研究》，巴蜀书社，1988年 ISBN 7-80523-146-X
- 谢秀文《春秋三传考异》，文史哲出版社，1984年
- 浦卫忠《春秋三传综合研究》，文津出版社，1995年 ISBN 957-668-283-5

- 杨伯峻《春秋左传注》，中华书局，1981年，ISBN 7101002625(2000)
- 杨伯峻《春秋左传注》，中华书局，1990年，ISBN 9787101002621（1990）（该版对80年代版有重大修正，堪称左传注疏的第二次里程碑式的著作——第一次是晋杜预的《春秋经传集解》）
- 王伯祥《左传读本》，开明书店，1940年
- 朱东润《左传选》，上海古典文学出版社，1956年
- 徐中舒《左传选》
- 沈玉成《左传译文》，中华书局，1981年
- 瞿蜕园《左传选译》，上海古籍出版社，1982年
- 林新樵《左传选》，福建教育出版社，1985年
- 李宗侗《春秋左传今注今译》，台湾商务印书馆，1984年
- 王守谦《左传全译》，贵州人民出版社，1990年 ISBN 7-221-01571-6
- 王靖宇：《左傳與傳統小說論集》（北京：北京大學出版社，1989）。
- 瑞典高本汉《左传真伪考》、《左传注释》
- 日本安井衡《左传辑释》
- 日本竹添光鸿《左传会笺》
- 日本重泽俊郎《春秋董氏傳·左传贾服注攟逸》崇文书局，2018年 ISBN 9787540350079

## 延伸阅读
[在维基数据编辑]
 在维基文库阅读本作品原文（ 在维基共享资源阅览影像）
 《欽定古今圖書集成·理學彙編·經籍典·春秋部》，出自陈梦雷《古今圖書集成》

## 外部連結
- 春秋左氏伝校本. 第1-30 / 杜預 集解 ; 陸徳明 音義 ; 秦鼎 校本 ; 近藤元粋 増註 （页面存档备份，存于）